# Ortografía del idioma inglés
La ortografía del idioma inglés, se refiere al conjunto de reglas del sistema alfabético. Que conforma la lengua inglesa, la ortografía inglesa, como la ortografía de otras lenguas, constituye una serie de relaciones entre los sonidos del habla y las palabras escritas correspondientes. Entre otros idiomas, estas relaciones son lo suficientemente regulares para ser llamadas reglas. En la ortografía estándar del idioma inglés, casi cada sonido puede ser escrito de múltiples formas. De hecho, muchas palabras y todas las letras pueden ser pronunciadas de más de una manera, casi siempre de formas muy diferentes. Esto es así principalmente debido a la compleja historia de la lengua inglesa, junto con la ausencia de reformas ortográficas sistemáticas implementadas en el inglés, en contraste con algunas otras lenguas.
En general, la ortografía inglesa no refleja los cambios de sonido. En la pronunciación del idioma que han ocurrido desde finales del siglo XV.

## Función de las letras
Nota: En la siguiente discusión, solo una o dos pronunciaciones comunes de las variedades del inglés estadounidense y británico son utilizadas en este artículo para cada palabra citada. Otras pronunciaciones podrían ser posibles para algunas palabras, pero indicar todas las variantes regionales posibles no sería práctico.

### Representación fonética
Como en la mayoría de las lenguas alfabéticas, las letras de la lengua inglesa pueden representar un sonido particular. Por ejemplo, la palabra cat /kæt/ consiste en tres letras <c>, <a>, y <t>, donde la <c> representa el sonido /k/, <a> el sonido /æ/, y <t> el sonido /t/.
Múltiples secuencias de letras podrían realizar este mismo rol además de letras sencillas. Así, en la palabra ship (pronunciada /ˈʃɪp/), el dígrafo <sh> (dos letras) representa el sonido /ʃ/. En la palabra ditch, las tres letras <tch> representan el sonido /tʃ/.
De forma menos frecuente, una sola letra puede representar múltiples sonidos sucesivos. El ejemplo más común es la letra <x> que normalmente representa el grupo consonántico /ks/ (por ejemplo, en la palabra six, pronunciada /sɪks/).
La misma letra o secuencia de letras puede ser pronunciada de muchas maneras cuando aparece en posiciones diferentes dentro de una palabra. Por ejemplo, el dígrafo <gh> representa el sonido /f/ al final de algunas palabras, tales como rough /ˈrʌf/. A principio de sílaba, el dígrafo <gh> se pronuncia /ɡ/, como en la palabra ghost (pronunciada /ˈɡoʊst/). En cambio, el dígrafo <gh> nunca se pronuncia /f/ en sílabas y casi nunca se pronuncia /ɡ/ en todas, (el nombre propio Pittsburgh es una excepción).

### Origen de las palabras
Otro tipo de características ortográficas se relaciona con el origen de la palabra. Por ejemplo, cuando corresponde a una vocal, la letra <y> representa el sonido /ɪ/ en algunas palabras del idioma griego (reflejando una Ípsilon original), mientras que la letra que normalmente representa este sonido en palabras que no son del griego es la letra 'i'. Así, la palabra myth /mɪθ/ es de origen griego, mientras que pith /pɪθ/ es una palabra de origen germánico. Otros ejemplos incluyen <ph> pronunciada /f/ (el cual normalmente se escribe como <f>), y <ch> pronunciada /k/ (el cual normalmente se escribe como <c> o <k>) - el uso de estas formas para ciertos sonidos frecuentemente marcan préstamos tomados del griego.
Algunos investigadores, tales como Brengelman (1970), han sugerido que, además de la marca en el origen de la palabra, estas formas ortográficas indican un nivel más formal en su estilo o registro en un texto dado; aunque Rollings (2004) encuentra este punto ser exagerado, al haber suficientes excepciones donde una palabra con una de estas formas ortográficas, por ejemplo <ph> para /f/ (como en telephone), podrían aparecer en un texto informal.

### Diferenciación homofónica
La ortografía también es útil a la hora de distinguir palabras homófonas (palabras con la misma pronunciación pero con significado diferente); aunque en la mayoría de los casos, la razón de esta diferenciación es histórica y no fue implementado con el propósito de hacer una distinción. Por ejemplo, las palabras heir y air se pronuncian idénticamente en muchos dialectos (como /ˈɛər/). Sin embargo, se distingue el uno del otro ortográficamente por medio de la adición de la letra 〈h〉. Otro ejemplo es el par de homófonos plain y plane, los cuales se pronuncian /ˈpleɪn/ ambos, pero tienen dos formas diferentes para la vocal /eɪ/. (Normalmente esto es debido a la pronunciación histórica de cada palabra que, con el tiempo, dos sonidos separados devinieron el mismo pero las diferencias ortográficas se mantuvieron: plane solía pronunciarse /ˈpleːn/, pero el sonido /eː/ se fusionó con el sonido /eɪ/ en plain, convirtiendo plain y plane en homófonos.
En la lengua escrita, esto puede ayudar a resolver ambigüedades potenciales que podrían surgir  (por ejemplo, compárese He's breaking the car con He's braking the car). No obstante, todavía existen muchos homófonos que no se encuentran resueltos ortográficamente (por ejemplo, la palabra "bay" tiene al menos cinco significados fundamentalmente diferentes).

### Marcación de cambios fónicos en otras letras
Otra función de algunas letras en inglés es la de proveer información acerca de la pronunciación de "otras" letras en la misma palabra. Rollings (2004) utiliza el término "marcadores" (markers) para letras con esta función. Las letras pueden marcar diferentes tipos de información. Por ejemplo, la letra <e> en la palabra cottage /ˈkɒtɨdʒ/ indica que la〈g〉precedente se pronuncia /dʒ/, y no con el sonido /g/ en posición final de palabra, tal como en tag /ˈtæɡ/. La letra〈e〉usualmente marca también una pronunciación alterada de la vocal precedente. En el par ban y bane, la 〈a〉 de ban tiene el valor de /æ/, mientras que la〈a〉de bane está marcada por la〈e〉, dándole el valor de /eɪ/. En este contexto, la〈e〉no se pronuncia, y para referirse a ella se le llama "e silenciosa o muda" (silent e). Una sola letra puede cumplir inclusive múltiples roles como marcadores en la pronunciación simultáneamente. Por ejemplo, en la palabra wage la〈e〉no solo marca el cambio de〈a〉, desde el sonido /æ/ a /eɪ/, sino también el de la〈g〉desde /ɡ/ a /dʒ/.

### Funcionalidad múltiple
Una letra o varias letras dadas pueden desempeñar funciones duales. Por ejemplo, la letra 〈i〉 en la palabra cinema tiene una función de representante de un sonido, en este caso, de la /ɪ/, y una función de marcador de pronunciación, es decir, otorgando a la 〈c〉 el valor de /s/ en vez del valor usual de /k/).

### Representación subyacente
Como muchas otras ortografías alfabéticas, la del inglés no representa sonidos fonéticos contrastables, id est, diferencias menores en la pronunciación que no son utilizadas para distinguir una palabra de otra. Aunque la letra 〈t〉 es pronunciada por algunos hablantes con la aspiración [tʰ] al comienzo de palabra, esto nunca se indica en la ortografía, y por supuesto, este detalle fonético probablemente no es notorio para un hablante nativo promedio que no tenga fundamentos en fonética. Sin embargo, a diferencia de algunas ortografías, la ortografía inglesa frecuentemente interpreta una representación subyacente muy abstracta (o forma morfofonémica) de las palabras.

Las formas subyacentes porstuladas están sistemáticamente relacionadas con la ortografía convencional ... y están, como es bien sabido, relacionadas a las formas subyacentes de una etapa histórica mucho más temprana del idioma. Ha habido, en otras palabras, poco cambio en la representación léxica desde el inglés medio, y, consecuentemente, esperaríamos ... que la representación léxica difiriera muy poco de dialecto en dialecto en el inglés moderno ... [y] esa ortografía convencional probablemente está bastante cerca a lo que se consideraría óptimo en todos los dialectos del inglés moderno, además de los dialectos auténticos de los últimos varios cientos de años.

En estos casos, un fonema dado (i.e. un componente de una palabra) tiene una ortografía fija aunque sea pronunciado de forma diferente en distintas palabras. Un ejemplo de esto es el sufijo del tiempo pasado -〈ed〉, que puede pronunciarse variadamente como /t/, /d/, or /ɨd/ (e. g. dip /ˈdɪp/, dipped /ˈdɪpt/; boom /ˈbuːm/, boomed /ˈbuːmd/; loot /ˈluːt/, looted /ˈluːtɨd/). Mientras ocurre, estas diversas lecturas de -〈ed〉pueden ser predichas mediante unas pocas reglas fonológicas, mas no nos indica por qué su ortografía es fija.
Otro ejemplo abarca las diferencias vocálicas (junto con cambios en los patrones de acento) en varias palabras relacionadas. Por ejemplo, la palabra photographer se deriva de la palabra photograph agregando el sufijo derivacional -〈er〉. Cuando se le añade este sufijo, las pronunciaciones de las vocales cambian ampliamente debido al acento móvil:
| Escritura      | Pronunciación                 |
| -------------- | ----------------------------- |
| photograph     | /ˈfoʊtəɡræf/ or /ˈfoʊtəɡrɑːf/ |
| photographer   | /fəˈtɒɡrəfər/                 |
| photographical | /ˌfoʊtəˈɡræfɨkəl/             |
Otros ejemplos de este tipo son el sufijo -〈ity〉 (como en agile y agility, acid y acidity, divine y divinity, sane y sanity).
Otra clase de palabras incluyen sign /ˈsaɪn/ y bomb /ˈbɒm/ con letras "silenciosas" (mudas)  〈g〉 y 〈b〉, respectivamente. Sin embargo, en las palabras relacionadas signature y bombard estas letras son pronunciadas /ˈsɪɡnətʃər/ y /bɒmˈbɑrd/, respectivamente. Aquí se puede discutir que la representación subyacente de sign y bomb es |saɪɡn| and |bɒmb|, en las que la |ɡ| y |b| subyacentes se pronuncian solamente en formas superficiales o exteriores cuando van seguidas de los sufijos (-〈ature〉, -〈ard〉). Si no, la |ɡ| y la |b| no se realizarían en la pronunciación superficial (e.g. cuando está sola, o cuando va seguida de sufijos como -〈ing〉 o -〈er〉). En estos casos, la ortografía indica las consonantes subyacentes que están presentes en ciertas palabras pero que están ausentes en otras palabras relacionadas. Otros ejemplos incluyen la 〈t〉 en fast /ˈfɑːst/ y fasten /ˈfɑːsən/, y la 〈h〉 en heir /ˈɛər/ e inherit /ɪnˈhɛrɨt/.
Otro ejemplo es el de palabras como mean /ˈmiːn/ y meant /ˈmɛnt/. Aquí la escritura de la vocal 〈ea〉 se pronuncia de forma diferente en las dos palabras relacionadas. Así, una vez más la ortografía utiliza solamente una escritura que corresponde a la forma morfémica más que a la forma fonológica superficial.
La ortografía de la lengua inglesa no siempre provee una representación subyacente; algunas veces provee una representación intermedia entre la forma subyacente y la pronunciación superficial. Este es el caso de la ortografía del morfema plural regular, que se escribe tanto -〈s〉 (como en tick, ticks y mite, mites) como -〈es〉 (de la misma manera que box, boxes). Aquí la letra -〈s〉 se pronuncia tanto /s/ como /z/ (dependiendo de qué consonante la antecede, e.g. ticks /ˈtɪks/ y pigs /ˈpɪɡz/) mientras que -〈es〉 normalmente se pronuncia /ɨz/ (e.g. boxes /ˈbɒksɨz/). Así, existen dos grafías diferentes que corresponden a la sencilla representación subyacente |z| del sufijo plural y las tres formas superficiales. La grafía indica la inserción de /ɨ/ delante de /z/ en la forma -〈es〉, mas no indica la /s/ sorda distintamente de la /z/ inafectada en la grafía -〈s〉.
La representación abstracta de palabras como indica su ortografía puede ser considerada ventajosa desde que hace relaciones etimológicas más aparentes a lectores de habla inglesa. Esto hace que la escritura en inglés sea más compleja, pero discutiblemente hace la lectura en inglés más eficiente. Sin embargo, representaciones subyacentes muy abstractas, tales como la de Chomsky & Halle (1968) o de teorías de subespecificación, a veces son consideradas demasiado abstractas como para reflejar de forma precisa la competencia comunicativa de los hablantes nativos. Seguidores de estos argumentos creen que las formas superficiales menos abstractas son "psicológicamente reales" y así más útiles en términos de pedagogía.

## Diacríticos
El inglés tiene algunas palabras que se pueden escribir con acentos ortográficos. Estas palabras han sido mayormente importadas de otros idiomas, por lo general del francés. En la medida que las palabras importadas van convirtiéndose cada vez más naturalizadas, existe una creciente tendencia a omitir los acentos, incluso en la escritura formal. Por ejemplo, palabras tales como rôle y hôtel eran vistas por primera vez con esos acentos cuando fueron tomadas en inglés, pero ahora el acento ortográfico casi nunca se utiliza. Las palabras fueron consideradas originalmente extranjeras - y algunas personas consideran que las alternativas en inglés, es decir, palabras propias, eran preferibles - pero hoy en día su origen se ha olvidado en gran parte. Las palabras con mayor probabilidad de mantener el acento son aquellas atípicas a la morfología de inglés y por lo tanto siguen siendo percibidas como un poco extrañas. Por ejemplo, café y pâté tienen ambas una "e" final pronunciada, lo que sería de otra manera silenciosa en las normas habituales de pronunciación del inglés. Sin embargo, café es ahora a veces pronunciada en tono de burla "caff", mientras que en pâté, el acento agudo es útil para distinguirla de pate.
Otros ejemplos de palabras a veces de contención diacrítica cuando se utiliza en inglés son: Ångström (en parte porque el símbolo científico de esta unidad de medida es "Å"), appliqué, attaché, blasé, bric-à-brac, Brötchen, cliché, crème, crêpe, façade, fiancé(e), flambé, naïve, naïveté, né(e), papier-mâché, passé, piñata, protégé, résumé, risqué, über-, voilà. Con los acentos adecuados, generalmente se aplica la letra cursiva a los términos extranjeros que se utilizan con poca frecuencia o no han sido asimilados en inglés; por ejemplo: adiós, crème brûlée, pièce de résistance, raison d'être, über (Übermensch), vis-à-vis.
Antiguamente, era común en inglés americano utilizar una diéresis para indicar un hiato; por ejemplo: coöperate, daïs, reëlect. Las revistas The New Yorker y Technology Review todavía lo utilizan para este fin, a pesar de que cada vez es más raro en inglés moderno. Hoy en día, la diéresis normalmente no se pone (cooperate), o se utiliza un guion (co-operate). Sin embargo, sigue siendo común en préstamos lingüísticos como naïve y Noël.
Los acentos ortográficos también se utilizan ocasionalmente en la poesía y guiones de artes escénicas para indicar que una determinada sílaba normalmente átona en una palabra debería ser acentuada para obtener un efecto dramático, o para mantener la métrica en la poesía . Este uso se ve con frecuencia en los escritos arcaicos y pseudoarcaicos con el sufijo- ed, para indicar que la "e" debe pronunciarse completamente, como en la palabra cursèd.

## Ligaduras
En algunos textos antiguos (típicamente británicos), el uso de las ligaduras æ y œ es común en palabras tales como archæology, diarrhœa y encyclopædia. Tales palabras son de origen latino o griego. Hoy en día, las ligaduras se han sustituido por lo general en inglés británico por el dígrafo "ae" separado y "oe" (encyclopaedia, diarrhoea); pero economy, ecology, en inglés americano se han sustituido por "e" (encyclopedia, diarrhea; o también paean, amoeba, oedipal, Caesar). En algunos casos, su uso puede variar; por ejemplo, tanto encyclopaedia como encyclopedia son comunes en el Reino Unido.[cita requerida]